# Fort William (Ontario)
Fort William ist ein Stadtteil von Thunder Bay in Ontario und liegt an der Mündung des Flusses Kaministiquia River in den Oberen See. Er besteht aus den Stadtbezirken McKellar und Westford wards. Bis Januar 1970 war Fort William eine eigenständige Stadt und schloss sich dann mit der Stadt Port Arthur und den Gemeinden Neebing und McIntyre zur Stadt Thunder Bay zusammen. Zu dieser Zeit war Fort William die größte Stadt in Nordwest-Ontario. Heute leben dort etwa 2000 Menschen.
Der Stadtteil wird heute als Downtown Fort William bezeichnet, wobei auch die Bezeichnungen Thunder Bay South oder The South Core gebräuchlich sind. Er ist der städtische Kern der südlichen Hälfte von Thunder Bay und Sitz des Thunder Bay City Councils.

## Persönlichkeiten
- Jack Adams (1895–1968), Eishockeyspieler, -trainer und -funktionär
- Rick Adduono (* 1955), Eishockeyspieler und -trainer
- Pete Backor (1919–1988), Eishockeyspieler und -trainer
- Gus Bodnar (1923–2005), Eishockeyspieler
- Silas Cheesman (1900–1958), Pilot, starb in Fort William
- Marc Chorney (* 1959), Eishockeyspieler
- Alex Delvecchio (1931–2025), Eishockeyspieler
- J. Bob Kelly (* 1946), Eishockeyspieler und -trainer
- Bora Laskin (1912–1984), Richter und Rechtswissenschaftler
- Bob Lymburne (1909–1936), Skispringer
- Gaye Stewart (1923–2010), Eishockeyspieler